# Сарин Чак
Сарин Чак (2 января 1922, дер. Крангсла, округ Прей Каббах, провинция Такео, Французский Индокитай — ?) — камбоджийский государственный деятель, министр иностранных дел Королевского правительства национального единства Камбоджи (1970—1976).

## Биография
Настоящее имя Кхин Каинг. Родился в крестьянской семье. Был вынужден изменить имя, чтобы получить возможность посещать школу. Получил высшее юридическое образование в Камбодже и экономическое - во Франции (1966).
Занимал посты  генерального  секретаря муниципалитета Пномпеня, генерального директора МИД. До 1970 г. был послом в Египте, после отстранения от власти Нородома Сианука бежал с ним в Китай, где занял пост министра иностранных дел Королевского правительства национального единства Камбоджи.
После окончательной победы красных кхмеров в 1975 г. Чак с семьей решили вернуться на родину, после чего о политике больше не было достоверной информации. Однако впоследствии выяснилось, что он и его жена были захвачены оккупационными вьетнамскими войсками. Умерли в заключении.